# Ali Barraud
Ali Barraud (auch Ali Barraud  N’Goni, * 31. Januar 1918; † 11. Oktober 2015 in Bobo-Dioulasso, Burkina Faso) war ein Arzt und Politiker in Burkina Faso, dem ehemaligen Obervolta.
Barraud war zunächst Amtsarzt in Bobo-Dioulasso, bevor er sich in den 1950er Jahren der Befreiungsbewegung Rassemblement Démocratique Africain (RDA) anschloss.
Seine politische Laufbahn begann er als Stadtverordneter in Bobo-Dioulasso. Zeitweilig war er dort auch stellvertretender Bürgermeister, bevor er 1957 für die PDU (Parti Démocratique Unifié) in die dritte Territorialversammlung Obervoltas einzog. (Wahlperiode 1957/1959).
Von Januar bis März 1959 war Barraud Mitglied und Vizepräsident der Bundesversammlung der Mali-Föderation, verließ diese jedoch mit dem Austritt Obervoltas wieder. Im April 1959 wurde er als Abgeordneter der UDV (Union Démocratique Voltaïque) in die Nationalversammlung berufen und dort zum Vizepräsidenten der Kommission für soziale und kulturelle Angelegenheiten gewählt.
In der Folgezeit übte er verschiedene hohe Funktionen aus: so war er 1970 erster stellvertretender Sekretär der vereinigten Partei UDV-RDA. Seit 1971 war Barraud Minister für öffentliche Gesundheit. Von diesem Amt trat er 1974 zurück. 1971 wurde er auch zum stellvertretenden Vorsitzenden der WHO gewählt.